# رحلة منظمة

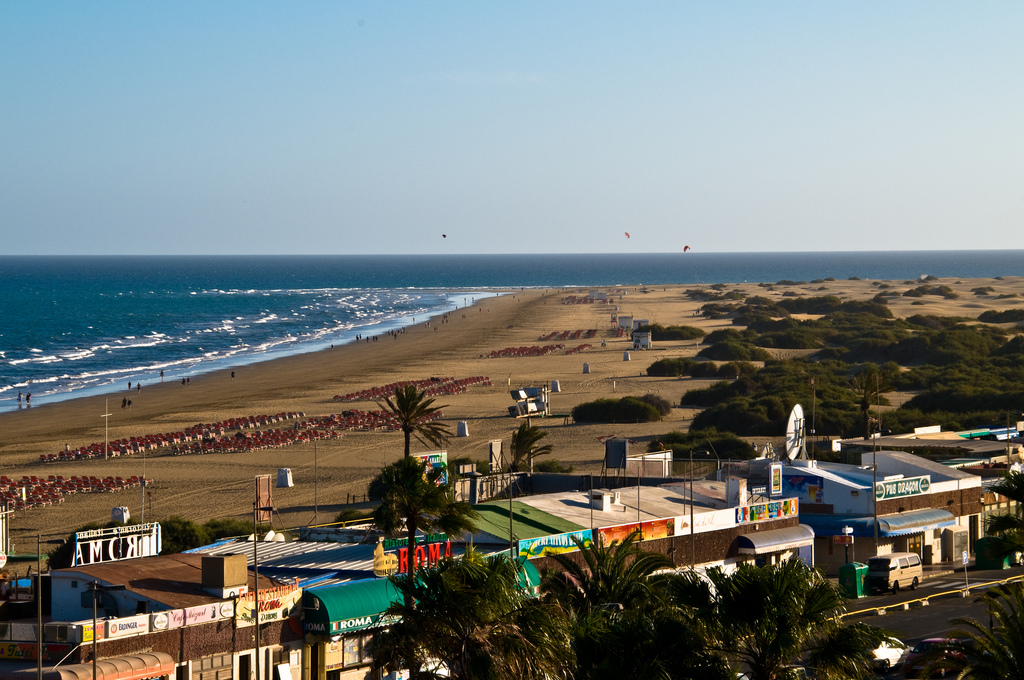

الرحلة المنظمة مجموعة من الخدمات يقدمها بسعر ثابت المرشدون السياحيون. وعادة ما تتضمن النقل والإقامة والخدمات الغذائية، وحتى الزيارات والرحلات وغيرها من الخدمات.